# Alexis (Braugerste)
Alexis ist eine zweizeilige Braugerste, die breite Verwendung zur Produktion von Malz für die Brauindustrie findet. Sie wurde 1986 in Deutschland zugelassen und wurde schnell zur marktführenden Braugerstensorte in ganz Europa und war bis 2005 die Standard-Braugerstensorte in Europa.

## Entwicklung
Die Sorte entstand 1975 durch Kreuzung des Zuchtstammes Br 1622 mit Trumpf in der Saatzucht Josef Breun. Die Sorte wurde 1986 durch das Bundessortenamt unter dem Namen Alexis in Deutschland zugelassen und in die deutsche Sortenliste eingetragen. Als Nachkomme einer mehltauresistenten Mutante der Sorte Diamant ist sie Träger des mlo9-Resistenzgens, welches Resistenz gegen alle natürlichen Rassen des echten Mehltaus (Erysiphe graminis ssp. hordei) bewirkt. Außerdem besitzt sie das von Diamant stammende denso Verzwergungsgen. Mit dieser erstmaligen Kombination von Kurzstrohigkeit, Mehltauresistenz und ihrer außergewöhnlichen Brauqualität war Alexis ein Meilenstein in der Sommerbraugerstenzüchtung. Hier der vereinfachte Stammbaum:

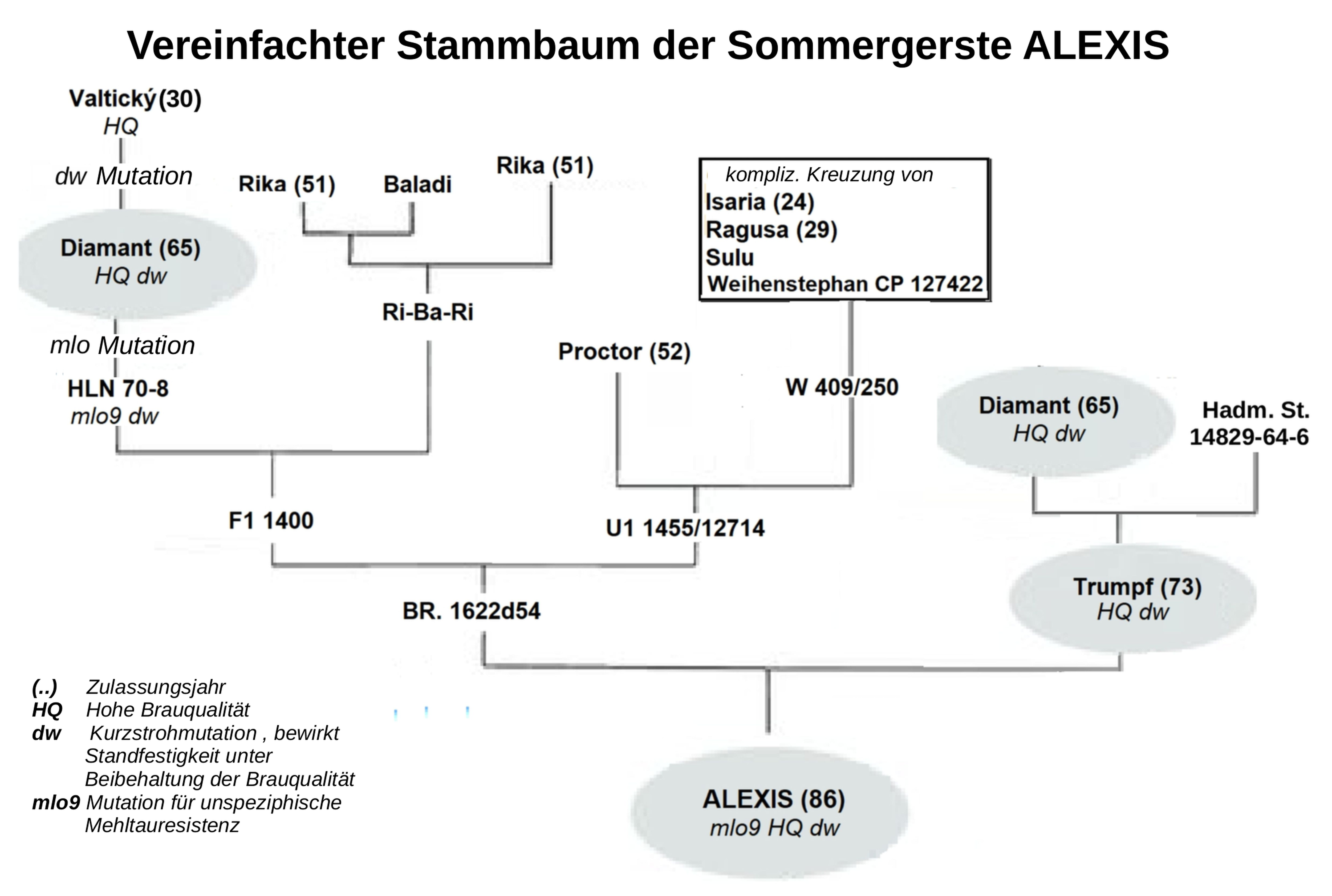

Zum Zeitpunkt ihrer Zulassung stellte Alexis auch eine Neuerung in der Qualität dar. So hatte sie ,als erste Gerste einen sehr hohen Malzextraktgehalt bei ebenfalls sehr hohem Eiweißlösungsgrad, kombiniert mit einem hohen bis sehr hohem Endvergärungsgrad und einer sehr hohen Hartongzahl bei niedrigem Friabilimeterwert. Ihre ausgezeichneten Malzeigenschaften verdankt Alexis außerdem einem mittel bis hohem beta-Glucan Gehalt sowie sehr großer beta-Glucanase Aktivität. Des Weiteren verfügt Alexis über eine starke Enzymaktivität (VZ45°C) und eine hohe Diastatischen Kraft. Somit kann sie als die erste moderne hochlösende Braugerste bezeichnet werden.Alexis war neben Deutschland unter anderem in Spanien, Dänemark, Irland, Ungarn, Großbritannien, Frankreich und Italien zugelassen. Vor allem aber in Deutschland hatte sie lange Zeit erhebliche Flächenanteile an der Gesamtanbaufläche, wo sie für mehr als ein Jahrzehnt bei sämtlichen – großen wie auch kleineren – Brauereien die wichtigste Braugerste war. Ihren Höhepunkt hatte sie 1992 mit 9048 ha Vermehrungsfläche. Zum Vergleich kommt eine Scarlett auf ihrem Höhepunkt auf 6980 ha im Jahre 1997, Barke auf nur 4603 ha 1999 und Marthe auf 5456 ha 2008. Die deutsche Gesamtvermehrungsfläche von Alexis in den Jahren 1986–2008 betrug 57 686 ha. Somit ist sie die Sorte mit der höchsten Vermehrungsfläche der letzten 30 Jahre, pro Jahr und in der Summe betrachtet.
Durch ihre weite Verbreitung und die konstant guten Ergebnisse wurde Alexis zu einer der meist verkreuzten Sorten in Europa und kann als „Founder“ der jetzigen Genetik bezeichnet werden.
Auch in der Forschung wurde auf Alexis bzw. auf Populationen mit Alexis als Eltern zurückgegriffen. So wird Alexis in unzähligen Forschungsprojekten und Publikationen als europäische Standardbraugerste genannt und untersucht. Alexis war bis 2005 die Standard-Braugerste in Europa.
Siehe auch:
- Bundesverband Deutscher Pflanzenzüchter
- Blizzard-Mais